# Demanietta
Demanietta là một chi cua nước ngọt trong họ Cua núi được tìm thấy ở bán đảo Đông Dương (bán đảo Trung Ấn) của vùng Đông Nam Á. Chúng gồm nhiều loài cua sống ở thác nước nên còn được gọi là cua thác ("waterfall crabs")

## Các loài
Hiện hành chi cua này có 10 loài đã được mô tả:
- Demanietta manii (Rathbun, 1904)
- Demanietta renongensis (Rathbun, 1904)
- Demanietta merguensis (Bott, 1966)
- Demanietta thagatensi (Rathbun, 1904)
- Demanietta tritrungensis (Naiyanetr, 1986)
- Demanietta huahin Yeo, Naiyanetr & Ng, 1999
- Demanietta khirikhan Yeo, Naiyanetr & Ng, 1999
- Demanietta lansak Yeo, Naiyanetr & Ng, 1999
- Demanietta nakhons Yeo, Naiyanetr & Ng, 1999
- Demanietta suanphung Yeo, Naiyanetr & Ng, 1999
- Thaiphusa sirikit trước đây được mô tả là Demanietta sirikit